# Alnus matsumurae
Alnus matsumurae — вид квіткових рослин з родини березових. Поширення: Японія (Північна та Центральна частини Хонсю).

## Біоморфологічна характеристика
Цвіте з травня по червень і плодоносить у листопаді. Дерево до 17 м, рідко великий кущ. Кора блискуча сріблясто-сіра. Гілочки голі, темно-сіро-пурпурові або червонуваті з великими сочевицями. Прилистки опадають на початку сезону, довгасті. Листя обернено-серцеподібне (рідко кругле), верхівка виїмчаста, основа клиноподібна, 5–10 × 4–10 см, зверху матово-зелене, голе до рідко запушеного, знизу сіро-сизе; ніжка листка 10–30 мм. Тичинкові суцвіття поодинокі або парні, кінцеві та на верхній частині гілок, 4–8 см завдовжки під час цвітіння. Маточкові суцвіття розташовані нижче чоловічих, поодинокі або зібрані в суцвіття по 2–5. Плід яйцеподібний, 1.3–1.8 × 1–1.2 см, приквітки дерев'янисті, 3–4 × 2–4 мм, з 5 невеликими рівними смугастими частками. Насіння еліптично-оберненояйцеподібне, 1.5 × 1 мм.

## Середовище
Цей вид зустрічається в гірських лісах. Його описують як піонера на кам'янистих поверхнях поблизу долин. .

## Використання
Немає інформації про використання або торгівлю цим видом.